# 赛义德·奥维兰
赛义德·奥维兰（阿拉伯语：‎，1967年8月19日—）是一名沙特阿拉伯已退役的足球运动员，曾入选沙特阿拉伯国家队。其俱乐部职业生涯均艾沙比度过，在场上司职中场或前锋。他在1994年世界杯对阵比利时的比赛中打进了一个神奇的进球，而这球也被评为世界杯历史上最伟大的进球之一。他还在1994年被亚足联评选为亚洲足球年度最佳球员。

## 生活和职业生涯
奥维兰的整个俱乐部职业生涯从（1988年-2001年）均在沙特阿拉伯俱乐部艾沙比效力。共为球队出场598场，打进238球。
他为沙特阿拉伯国家队出场75次，攻入24球，其中在1994年世界杯预选赛时打进7个进球。他在1994年的美国世界杯的华盛顿罗伯特·肯尼迪纪念体育场内打进了一个令世人震惊的进球，后来国际足联将这粒进球排在“世纪最佳进球”的第6位。也正是这一进球让沙特阿拉伯进入了世界杯决赛圈的淘汰赛阶段，而之前他们还未曾完成过这一壮举。正因為該入球令其有「沙特馬勒當拿」的美譽。但在八分之一决赛中沙特队以1-3负于瑞典队，无缘八强，但也让4年后的亚洲区外围赛名额扩至3.5个，改变原本世界杯对亚洲区名额苛刻程度。
世界杯之后，奥维兰回到了国内。同年，他被评为亚洲足球年度最佳球员。之后，尽管有欧洲俱乐部对奥维兰感兴趣，但由于沙特国家法律禁止沙特足球运动员在国外踢球，这使得他无法离开沙特为外国球队效力。1996年，他因在斋月期间饮酒和与妇女交往而被沙特警方逮捕。他被判入狱（据信大约六个月），并被禁赛一年。
之后，尽管奥维兰在1998年法国世界杯上入选沙特阿拉伯国家队，但只在小组赛过中出场两次。之后由于逐渐淡出主力阵容，便宣布从国家队退役。

## 荣誉

### 个人
- IFFHS世界年度最佳射手：1993年
- 亚洲足球年度最佳球员：1994年